# Fanghaken (Landtechnik)

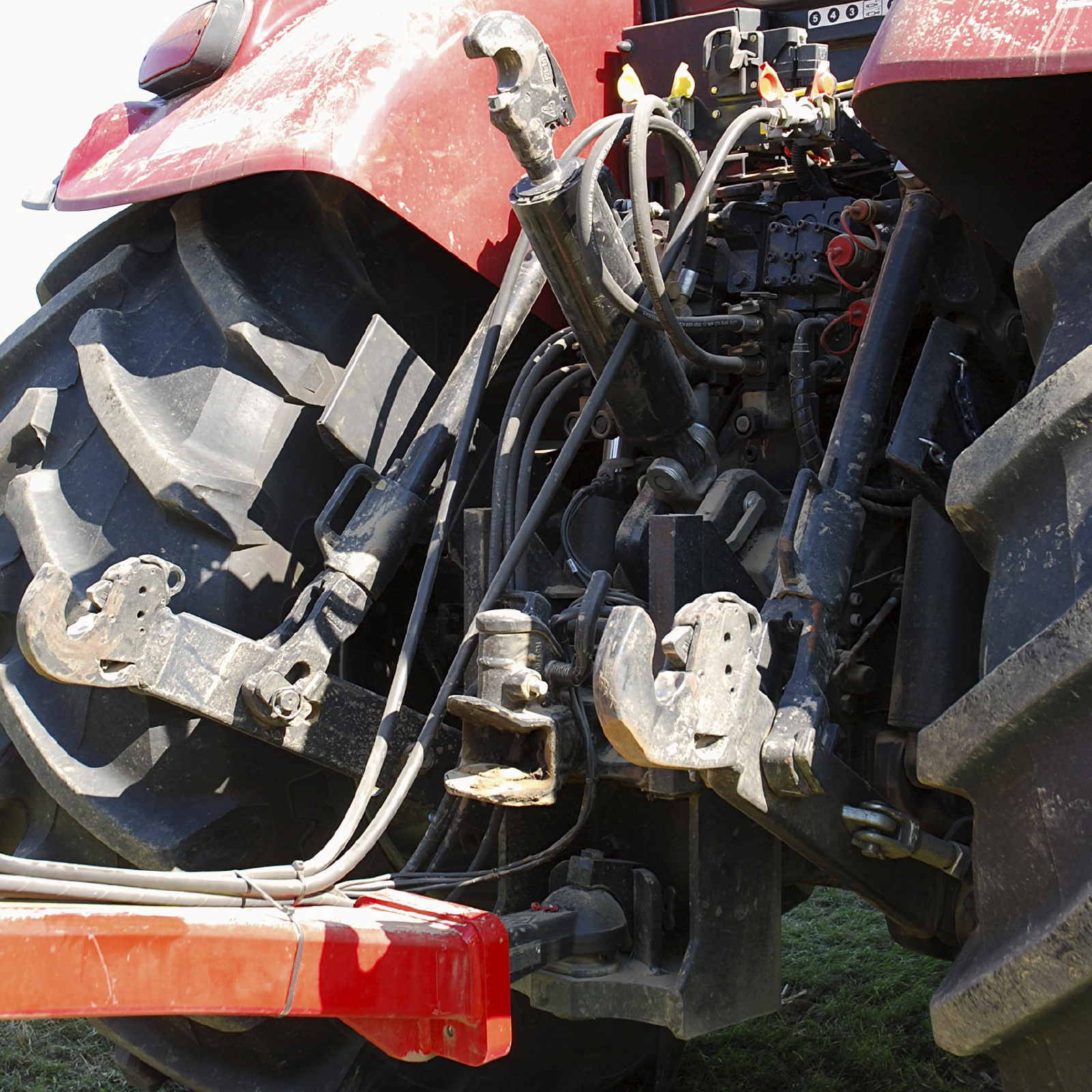
Heckhubwerk eines Traktors mit Fanghaken sowohl an den beiden Unterlenkern als auch am Oberlenker

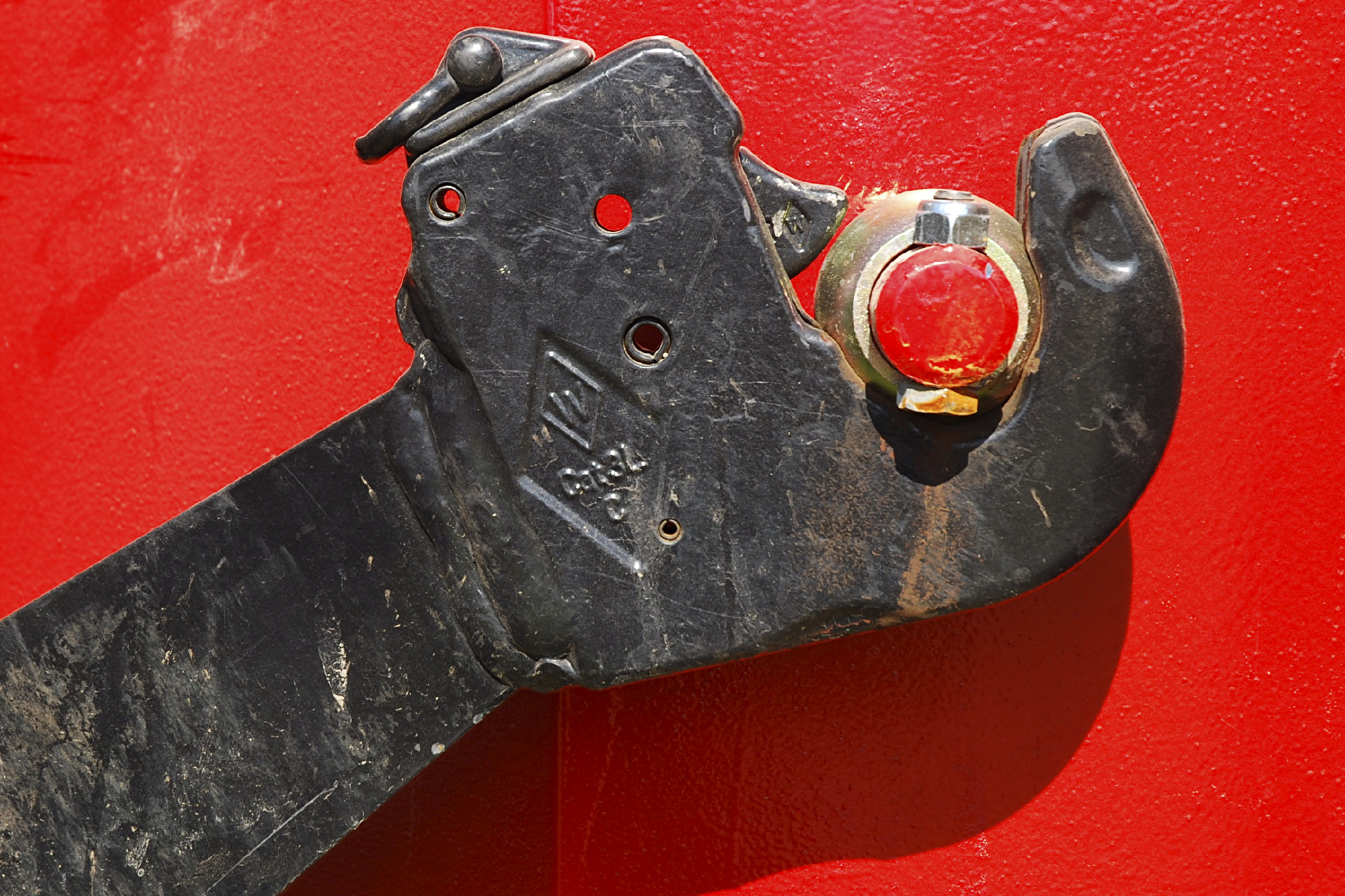
Unterlenker-Fanghaken mit eingekuppelter Fangkugel

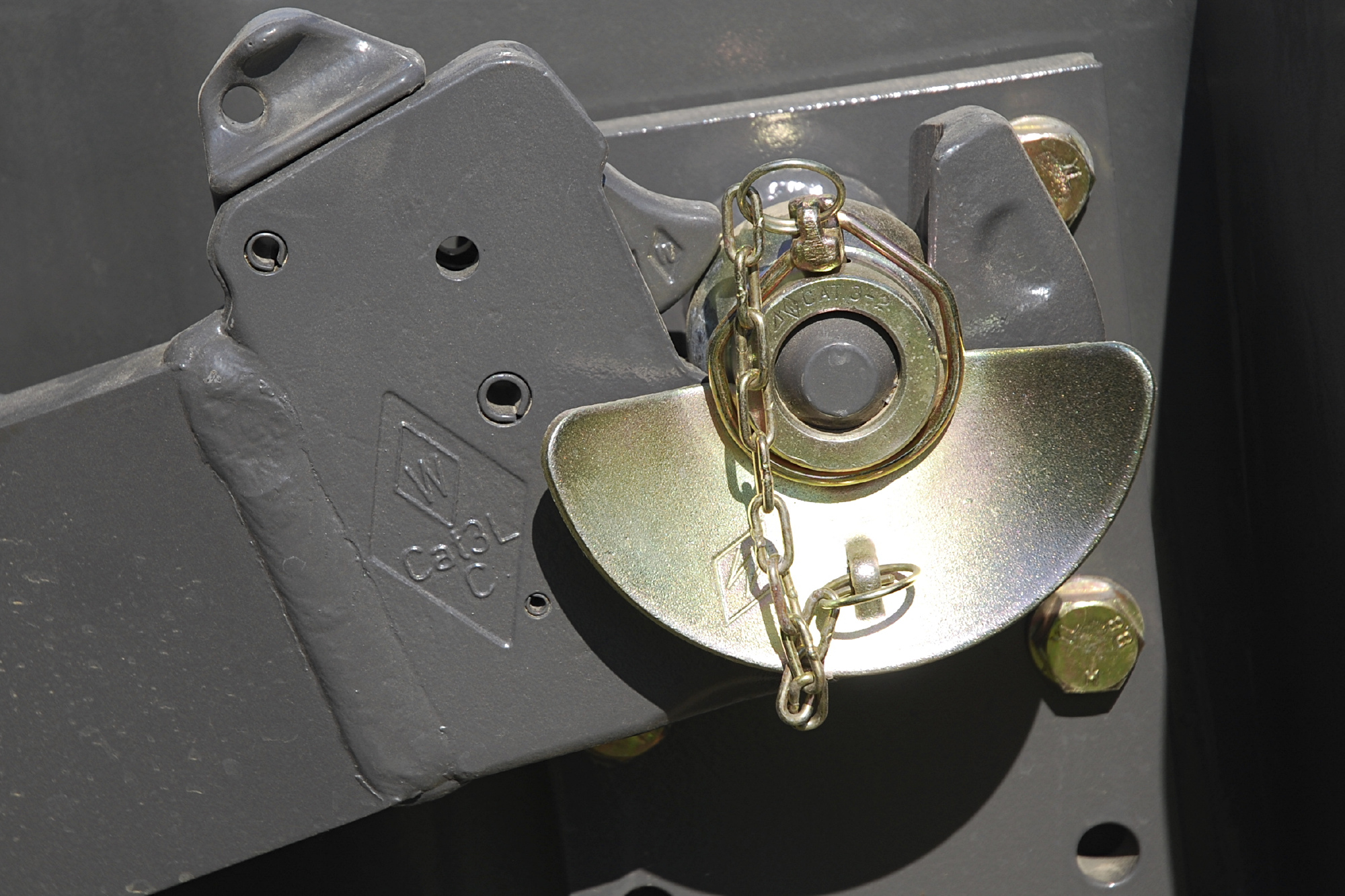
Unterlenker-Fanghaken mit eingekuppeltem Fangprofil

In der Landtechnik ist ein Fanghaken ein Stahlbauteil der Dreipunkthydraulik („Heckhubwerk“ oder „Fronthubwerk“) vieler Traktoren und einiger anderer Nutzfahrzeuge. Die auch Schnellkuppler genannten bogenförmigen Haken besitzen eine U-förmige Öffnung mit üblicherweise selbstsichernder federbelasteter Verriegelung. Sie dienen dem Ankuppeln von Anbaugeräten und sind dazu ausgelegt, einige hundert Kilogramm bis mehrere Tonnen Lastdruck zu halten. Ihre Maße sind seit Ende der 1970er Jahre durch die ISO-Norm 730 standardisiert. 

## Beschreibung
Hersteller- und bedarfsabhängig können an den Hebelenden von Dreipunkten verschiedene Kupplungsformen angebracht sein. Neben Fanghaken sind noch Kugelaugen-Kupplungen verbreitet. Bei modernen Traktoren befinden sich Fanghaken meistens an den beiden Unterlenkern, während der mittige Oberlenker häufig mit Kugelgelenk ausgerüstet ist. Im Vergleich zu Kugelaugen-Kupplungen ermöglichen Fanghaken an den Unterlenkern das schnelle und auch von einer Person einfach durchführbare Ankuppeln. Nachteilig ist der etwas höhere Verschleiß, der auf das formbedingt größere Spiel zurückzuführen ist. 

## Kuppelvorgang
Beim Kuppelvorgang wird das stehende Anbaugerät durch den Traktor mit den Unterlenkern unterfahren. Die Fanghaken werden so in Position direkt unter die Kupplungsgegenstücke des einzukuppelnden Geräts gebracht. Anschließend werden die Unterlenker angehoben, wobei das dann auflastende Gerätegewicht die Fanghaken-Verriegelung öffnet („aufdrückt“). Am Gerät müssen dazu passende Fangkugeln oder Fangprofile (Kugeln mit Fangschalen) montiert sein. Sobald die richtige Lage in den Fanghaken erreicht ist, rastet die Verriegelung automatisch ein und die Verbindung ist geschlossen. 

## Sicherheit
Bei Extrembelastungen können federgestützte Verriegelungsmechanismen von Fanghaken versagen, wodurch sich das Anbaugerät ganz oder teilweise vom Traktor löst, was zu erheblichen Materialschäden und Unfällen führen kann. Die Verriegelungen können daher zusätzlich, zum Beispiel mit Federsteckern, gesichert werden. Auch Schweißarbeiten bei der Korrektur oder beim Austausch abgenutzter Fanghaken können die Stabilität gefährden.